# Christelijke Scholengemeenschap Groningen
De Christelijke Scholengemeenschap Groningen is een Nederlandse protestants-christelijke scholengemeenschap met vier locaties in de stad Groningen. Alle namen bestaan uit CSG met daarachter de oorspronkelijke naam van de school. Dit omdat de scholen onderdeel zijn van een groep en zodoende van de rechter niet meer de naam 'college' mogen gebruiken.

## Locaties en stromingen
De toen nog zes locaties hadden in het schooljaar 2016-2017 gezamenlijk 3.103 leerlingen, van wie verreweg de meeste (1.250) op het CSG Augustinus.

### Locaties in 2021

#### CSG Augustinus
- Adres: Admiraal de Ruyterlaan 37, Groningen
- Motto: Trots op jezelf èn op elkaar!
- Aantal leerlingen: 1.250 (2016-2017)[2]
- Stromingen: vmbo-tl, havo, atheneum

#### CSG Selion
- Adres: Diamantlaan 14, Groningen
- Motto: Wij geloven in jou!
- Aantal leerlingen: 457 (2016-2017)[3]
- Stromingen: vmbo-breed met lwoo

De vestiging 'Diamantlaan' is nieuwbouw en werd per januari 2012 in gebruik genomen. De schoolvestiging werd opgeleverd in december 2011. Het is een modern gebouw geworden, duidelijk groen en het valt op als er langs wordt gereden. Verder is het gebouw 's nachts verlicht met effecten. De vmbo- en OPDC-afdeling zijn gescheiden in de school. De beide afdelingen hebben ook aparte lestijden, zodat de kantine beter benut kan worden.

#### CSG Kluiverboom
- Adres: Kluiverboom 1, Groningen
- Motto: Jij verdient het!
- Aantal leerlingen: 219 (2016-2017)[4]
- Stromingen: vmbo-bb, vmbo-kb met lwoo

Op 9 februari 2012 opende prinses Máxima de Kluiverboom.

#### CSG Wessel Gansfort
- Adres: Heerdenpad 8, Groningen
- Motto: Groeien doen we samen
- Aantal leerlingen: 890 (2016-2017)[6]
- Stromingen: vmbo tl, havo, atheneum

### Eerdere locaties

#### CSG Rehoboth
- Adres: Erasmusweg 1, Hoogezand
- Motto: Wij geloven in ieder kind. Wij zien jou. Wij kennen jou
- Aantal leerlingen: 212 (2016-2017)[7]
- Stromingen: vmbo-bb 1&2, vmbo kb 1&2, havo 1 t/m 3

#### CSG Winsum
- Adres: Meeden 35, Winsum
- Motto: Samen thuis
- Aantal leerlingen: 202 (2016-2017)[8]
- Stromingen: vmbo tl, havo 1 t/m 3

## Bekende (oud-)leerlingen
- Henk Nijboer (1983), politicus (CSG Wessel Gansfort)
- Koos Wiersma (1955), politicus (CSG Wessel Gansfort)
- Pauline Broekema (1954), journaliste (CSG Wessel Gansfort)